# Bonconte Ier de Montefeltro
Bonconte (Buonoconte) de Montefeltro (1165-1242), condottière gibelin, est la souche historiquement attestée de la famille italienne des Montefeltro, d'où est issue la première dynastie des ducs d'Urbino. 

## Biographie
Cette famille est l'une des branches de la famille des comtes de Carpegna, anciens feudataires du Saint-Empire : au cours du XIIe siècle, il y a en effet partage entre les seigneurs de Carpegna, de Pietrarubbia et de Monte Cappiolo. Cette dernière branche, a acquis le château de San Leo, autrement dit de Montefeltro, en prit le nom.
Bonconte s'illustre lors du siège de Naples aux côtés du roi des Romains Henri IV contre le prétendant normand au royaume de Sicile, Tancrède de Lecce (1190-1194), puis il se met au service de Philippe de Souabe. Bonconte, qui en 1202 succède à son père, prend le parti de Frédéric II ; ce dernier, devenu empereur en 1213, concède le fief d'Urbino à Bonconte.
En 1228, Boncomte et Taddeo, fils de Montefeltrano de Montefeltro, se déclarent citoyens de la ville de Rimini et mettent toutes leurs terres sous la protection de cette république. Lorsqu'éclate la guerre entre Faenza et Ravenne, Bonconte prend le parti de Ravenne, avec les villes de Forlí, Rimini et Bertinoro. Allié de Frédéric II, il est excommunié par le pape Innocent IV. Défait et blessé, Bonconte parvient à regagner Urbino, où il meurt quatre ans plus tard. Ses descendants, les comtes d'Urbino, prennent désormais la tête du parti gibelin dans les Marches, le grand-duché de Toscane et le duché de Romagne.

## Sources
- « Bonconte Ier de Montefeltro », dans Louis-Gabriel Michaud, Biographie universelle ancienne et moderne : histoire par ordre alphabétique de la vie publique et privée de tous les hommes avec la collaboration de plus de 300 savants et littérateurs français ou étrangers, 2e édition, 1843-1865 [détail de l’édition].